# Alameda Apodaca
La Alameda Clara Campoamor (antes Apodaca) y la Alameda Hermanas Carvia Bernal (antes del Marqués de Comillas) es un paseo ajardinado del casco histórico de Cádiz, que corre paralelo al mar y a la muralla de la ciudad de este a oeste que se inicia en las murallas de San Carlos y termina entre el Baluarte de la Candelaria y la iglesia del Carmen. Su diseño actual de estilo regionalista se llevó a cabo entre 1926 y 1927 por el arquitecto Juan Talavera y Heredia, compuesto por unos parterres con una amplia ornamentación vegetal que tienen su espacio central en el monumento al segundo marqués de Comillas.
La Alameda está incluida dentro de los Jardines de Interés Cultural ubicados en Cádiz que se incluyeron en el Catálogo General del Patrimonio Histórico Andaluz en 2004.
La parte este del paseo recibía el nombre de Alameda Apodaca en 1856, en honor del almirante gaditano Juan José Ruiz de Apodaca y Eliza, mientras que el lado oeste se denominaba del marqués de Comillas por Claudio López Bru, segundo marqués de Comillas.
El 29 de noviembre de 2021 cambian sus nombres a los actuales.

## Descripción

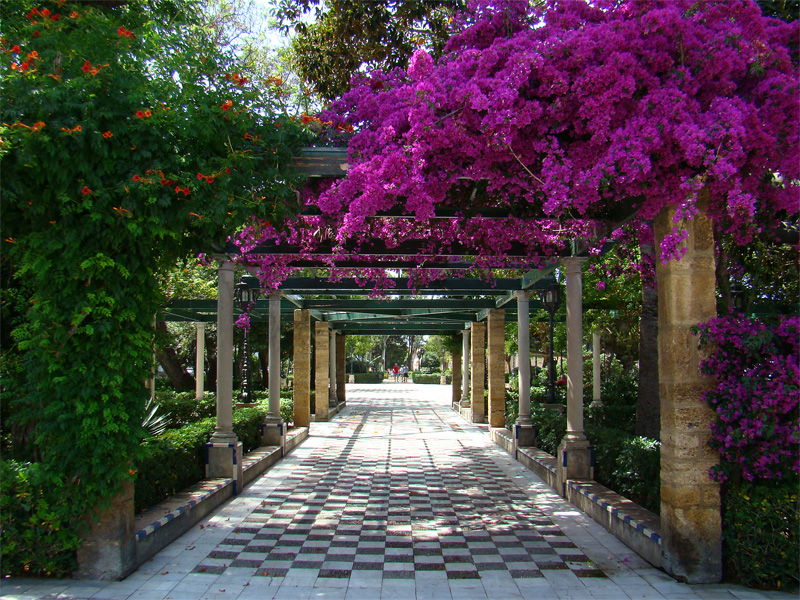
Alameda Apodaca

El diseño presenta un trazado lineal ligeramente quebrado en su planta, marcado por el estilo regionalista imperante a principios del siglo XX, plasmado por el arquitecto Juan Talavera, con la utilización de cerámica vidriada y la forja de hierro en bancos y farolas, como rasgos característicos. El espacio está constituida por una serie de glorietas y salones de forma circular y rectangular que forman pequeñas plazoletas que tienen su centro en el monumento al segundo marqués de Comillas, inaugurado en 1922 y obra del escultor catalán Antonio Parera Saurina y que divide en dos partes el espacio siguiendo el trazado primitivo del Salón alto y bajo.

## Historia
Estos terrenos eran conocidos históricamente desde antes de la construcción de la muralla como Caletilla de Rota. El primer paseo, más amplio que el actual, se creó en 1617.
Entre 1750 y 1754 se construyó un paseo formado por tres calles, divididas por hileras de árboles. Hacia 1836 se convirtió el Paseo en una zona ajardina, según proyecto de Manuel Bayo dirigido por Juan de la Vega, que los dividía en tres partes: el salón alto, el salón bajo y en medio un área más estrecha. 
Entre 1926 y 1927, el arquitecto de estilo regionalista Juan Talavera y Heredia, que también actuó sobre los Jardines de Murillo en Sevilla, realizó una transformación de la alameda, para convertirla en un jardín de estilo sevillano según la estética dominante en la época de la Exposición Iberoamericana.

## Botánica

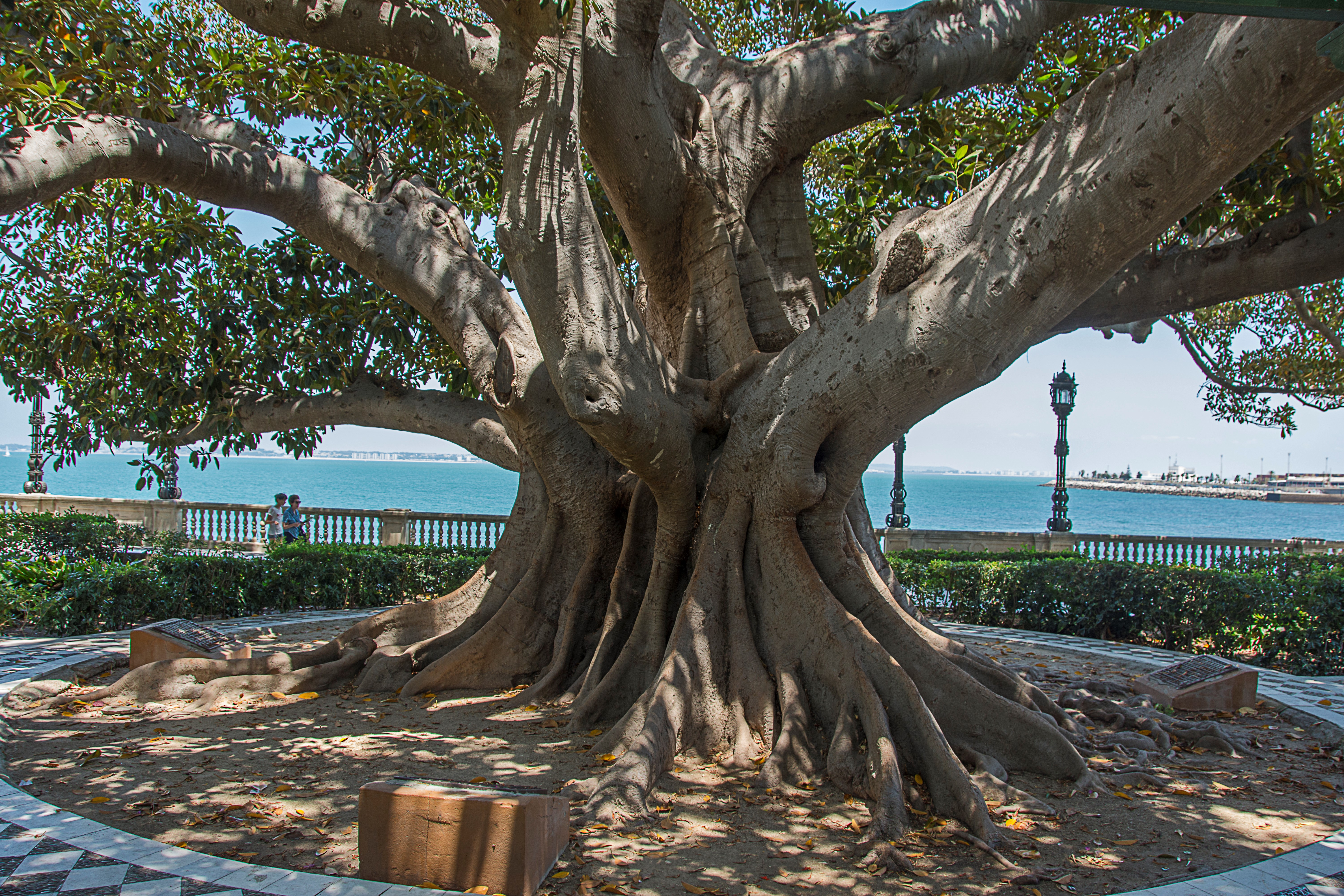
Uno de los ficus de la Alameda

La vegetación constituye unos de los caracteres esenciales de la Alameda. Los parterres están delimitados con tuyas en el lado más próximo a la ciudad, y los que dan a la muralla con aligustre, entremezclados a veces con (pitósporos) o con transparentes (transparentes). La zona colindante entre el paseo y la avenida se haya plantada con árboles de hoja caduca, fundamentalmente plátanos, mientras que la zona próxima al mar se encuentran las especies más llamativas, entre las que destacan dos ejemplares de ficus macrophylla, plantados a principios del siglo XX, procedentes de Australia; otros dos ombús y un (chirimoyo).

## Esculturas y más
Este paseo contiene una buena cantidad de esculturas, destacando la colección de bustos de personalidades de antiguas colonias hispanas, que son:
- José Martí, poeta y político cubano.
- José Miguel Carrera, general chileno.
- Miguel Grau Seminario, almirante peruano.
- Ramón Power y Giralt, marino de Puerto Rico.
- José Rizal, médico, artista y político filipino.
- Juan Pablo Duarte, fundador de la República Dominicana.
- Rubén Darío, poeta nicaragüense.
- César Vallejo, poeta peruano.
- Miguel Ramos Arizpe, sacerdote y político mejicano.

También se pueden disfrutar:

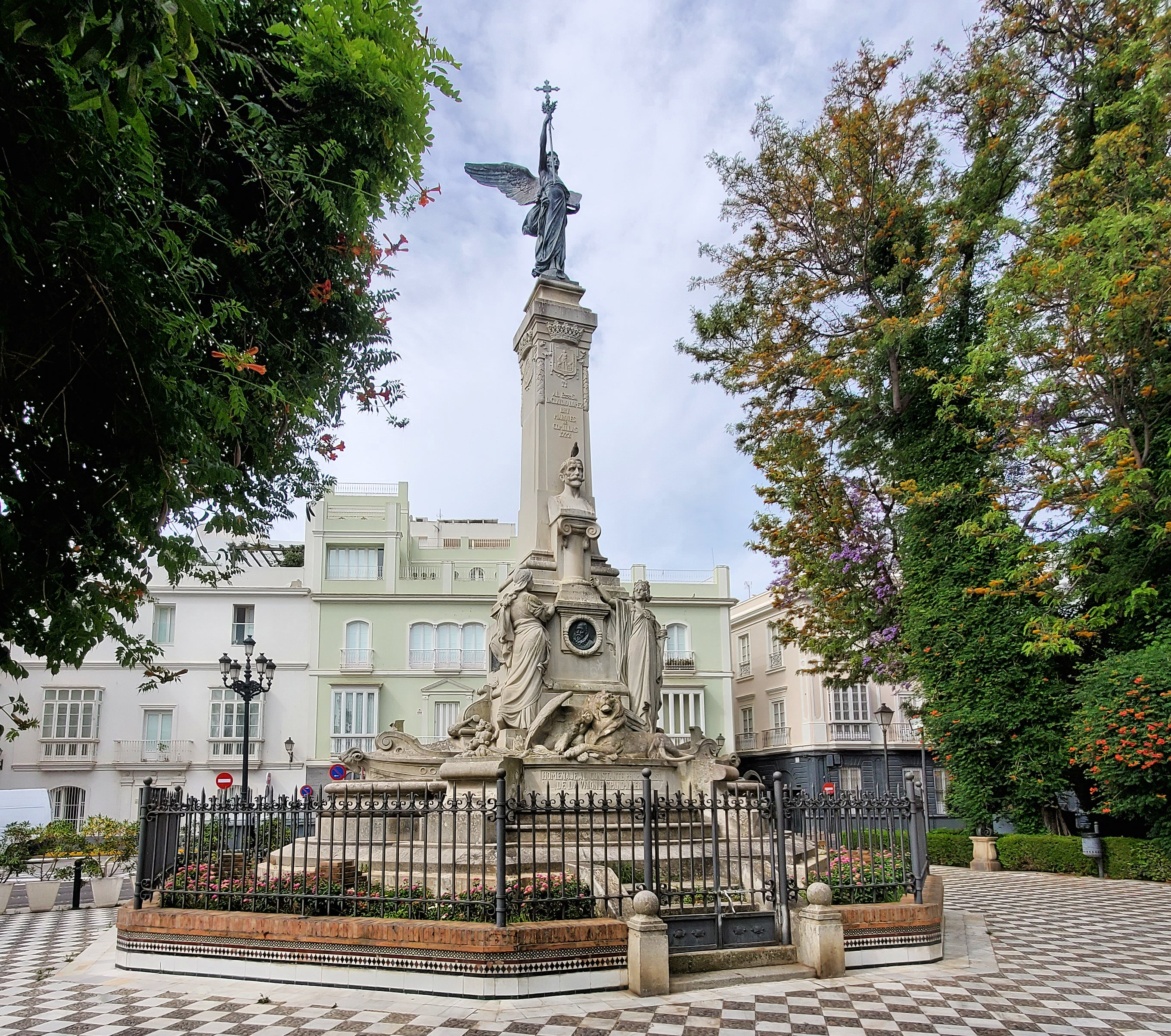
Monumento al segundo marqués de Comillas

- Escultura de cuerpo entero del beato Fray Diego José de Cádiz.
- Monumento al segundo marqués de Comillas Claudio López Bru, bajo el que se encuentra una cripta, antigua biblioteca.
- Busto de Francisco Prieto Santos, pintor vallisoletano afincado en Cádiz.
- Escultura de cuerpo entero de Carlos Edmundo de Ory, poeta gaditano.

Además de las esculturas, el paseo cuenta en sus extremos con dos fuentes gemelas con estatuas de bronce de un niño portando un pez, y otra gran fuente de mármol blanco.

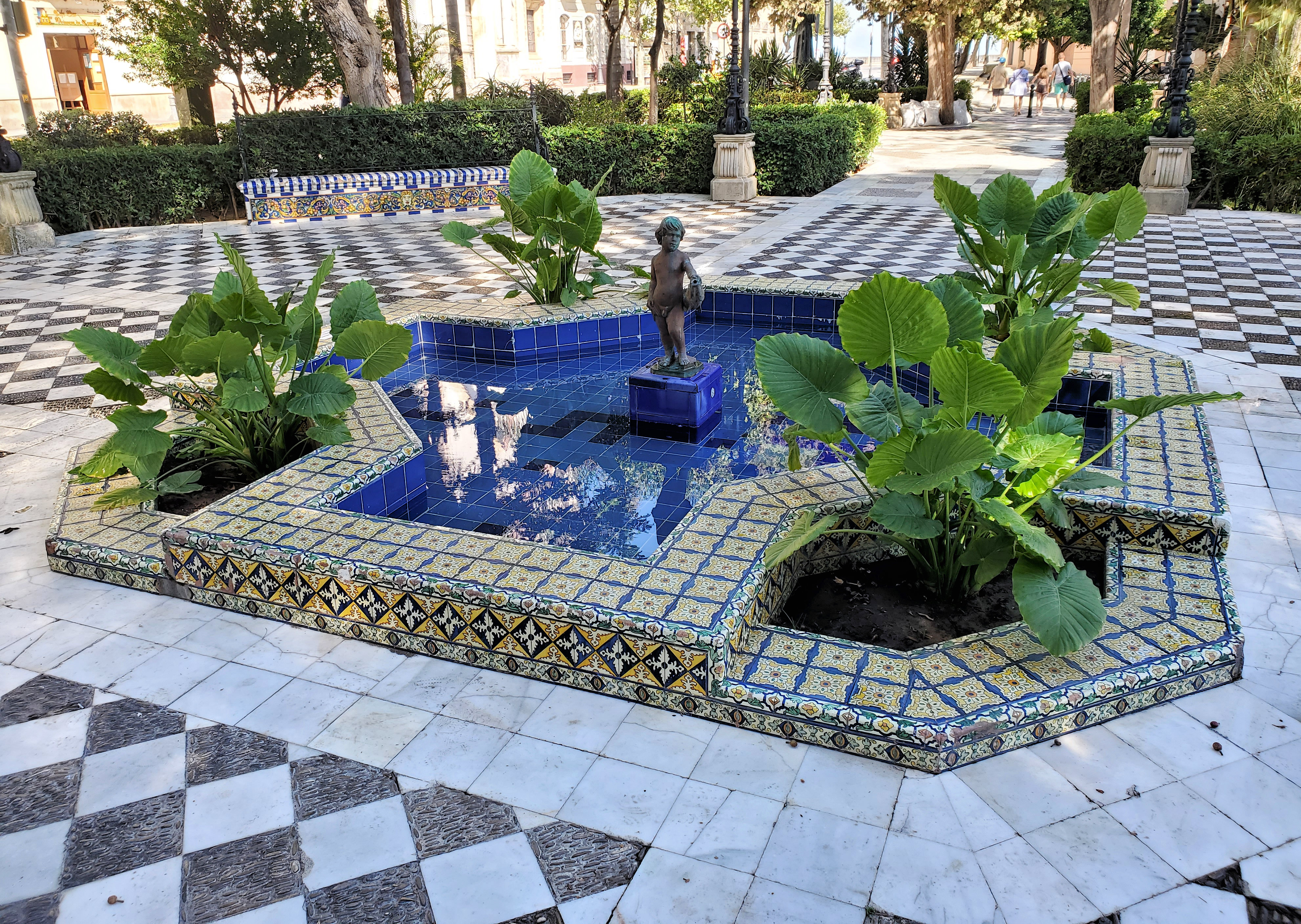
Una de las dos fuentes gemelas de niño con pez